# Thomas Mormann
Thomas Mormann (1951) es profesor de Filosofía en la Universidad del País Vasco en San Sebastián, España. Obtuvo su doctorado en matemática de la Universidad de Dortmund (1978). Y obtuvo su habilitación de la Universidad de Múnich. Trabaja en el Filosofía de la Ciencia, formal ontología, estructuralismo, Carnap estudios y neokantismo.

## Publicaciones seleccionadas
- Mormann, T.; Katz, M. Infinitesimals as an issue of neo-Kantian philosophy of science. HOPOS: The Journal of the International Society for the History of Philosophy of Science 3 (2013), no. 2, 236-280. See  http://www.jstor.org/stable/10.1086/671348 and http://arxiv.org/abs/1304.1027
- Mormann, T. Continuous lattices and Whiteheadian theory of space. The Second German-Polish Workshop on Logic & Logical Philosophy (Żagań, 1998). Logic Log. Philos.  No. 6  (1998), 35–54.
- W. Diederich, A. Ibarra, T. Mormann. Bibliography of structuralism. Erkenntnis, 1989, Springer.
- T. Mormann. Rudolf Carnap (book). München, Beck, 2000
- T. Mormann. Ist der Begriff der Repräsentation obsolet? Zeitschrift für philosophische Forschung, 1997.
- J. Echeverría, A. Ibarra, T. Mormann. The Space of Mathematics: Philosophical, Epistemological and Historical Explorations. 1992.